# Tight Rope
Tight Rope (タイトロープ Taito Rōpu?) es una serie de manga de género yaoi escrita e ilustrada por Natsume Isaku. Fue publicado por la editorial Shinshokan Publishing el 27 de diciembre de 2008. En noviembre de 2009, fue publicado un CD drama basado en el manga, mientras que en 2012 se realizó una adaptación a un OVA de dos partes por parte del estudio Prime Time.

## Argumento
Ryūnosuke Ōhara es el único hijo de un jefe yakuza que es presionado para aceptar su puesto como el "quinto heredero" debido a la enfermedad de su padre. Sin embargo, las prioridades de Ryū son muy concretas y no tiene deseo alguno de aceptar el cargo. En su lugar, prefiere centrar su atención en Naoki Satoya, su mejor amigo de la infancia y también su gran amor. Ryū no está dispuesto a arriesgar su futura relación y matrimonio con Nao -como a este le gusta decir- por ser el jefe de una familia yakuza.

## Personajes
Ryūnosuke Ōhara (大原 龍之介 Ōhara Ryūnosuke?)
Voz por: Tatsuhisa Suzuki
Ryū es el único hijo del cuarto jefe de la familia Ōhara, una de las familias yakuza más poderosas. Fue entrenado desde una edad muy temprana para ejercer su futuro papel como próximo líder. Ha estado enamorado de Naoki desde que ambos se conocieron en la escuela primaria y siempre han estado juntos desde ese entonces. En ocasiones tiende a meterse en peleas y es bueno peleando, pero actúa de una manera muy infantil para gran disgusto de Nao.
Naoki Satoya (里谷 直樹 Satoya Naoki?)
Voz por: Shinnosuke Tachibana
Nao es el mejor amigo de Ryū. Su tío trabaja para la familia Ōhara y la madre de Ryū es buena amiga de la suya, por lo que siempre ha tenido relación con este desde pequeño. Sabe acerca de los sentimientos que Ryū siente por él y, a pesar de que es algo mutuo, inicialmente quería que Ryū se centrase en su futuro papel como el quinto heredero y no en él. 
Keigo Nishijima (西島 圭吾 Nishijima Keigo?)
Voz por: Kōsuke Takaguchi
Nishijima es el líder de una familia yakuza menor. Solía asistir a la escuela primaria con Ryū y Nao, pero siempre sintió celos hacia el primero.  
Tetsu (テツ?)
Voz por: Jun Fukushima
Tetsu es un amigo de la escuela de Ryū y Nao. Fue el responsable de esparcir la noticia de que Ryū se convertiría en el próximo líder de cabeza de su familia, a pesar de no hacerlo con mala intención. 
Kensuke Tachibana (橘 健介 Tachibana Kensuke?)
Voz por: Kazuya Ichijō
Es el tío de Nao. Trabaja para la familia Ōhara y le preocupa el hecho de que Ryū se niege a aceptar su papel como próximo líder.
Yuzuyu Satoya/Yuzuyu Tachibana (里谷 柚有子/橘 柚有子 Satoya Yuzuyu/Tachibana Yuzuyu?)
Voz por: Riho Fushida
Yuzuyu es la madre de Nao y hermana de Kensuke. Es buena amiga de Ayame Ōhara, quien es la madre de Ryū.
Ayame Ōhara (大原 綾芽 Ōhara Ayame?)
Es la madre de Ryū y buena amiga de Yuzuyu.